# Korpusy pancerne III Rzeszy
Korpusy pancerne III Rzeszy, niem. Die Panzerkorps – niemieckie formacje zbrojne tworzone w trakcie II wojny światowej. Tworzono je w latach 1942–1945, często z przebudowy korpusów armijnych. Niektórzy polscy historycy mylnie interpretują używanie tej nazwy, nadając np. XIX Korpusowi Armijnemu generała Guderiana (biorącemu udział w kampanii wrześniowej) przydomek "pancerny", co jest niezgodne z nomenklaturą niemiecką.

## Skład
Korpus pancerny składał się z 
- jednostek korpuśnych: dowództwa artylerii (Arko), korpuśnego baonu łączności (Korps-Nachrichten-Abteilung), korpuśnego oddziału zaopatrzenia (Korps-Nachschubtruppen) i oddziału żandarmerii (Feldgendarmerie-Trupp)
- oddziałów podporządkowanych korpusowi (np. batalionów budowlanych, pionierów itp)
- 2-8 dywizji (nie zawsze pancernych, także dywizje grenadierów pancernych, piechoty, itp)

## Lista niemieckich korpusów pancernych
- III Korpus Pancerny (III Rzesza)
- IV Korpus Pancerny (III Rzesza)
- VII Korpus Pancerny (III Rzesza)
- XIV Korpus Pancerny (III Rzesza)
- XXIV Korpus Pancerny (III Rzesza)
- XXXVIII Korpus Pancerny (III Rzesza)
- XXXIX Korpus Pancerny (III Rzesza)
- XXXX Korpus Pancerny (III Rzesza)
- XXXXI Korpus Pancerny (III Rzesza)
- XXXXVI Korpus Pancerny (III Rzesza)
- XXXXVII Korpus Pancerny (III Rzesza)
- XXXXVIII Korpus Pancerny (III Rzesza)
- LVI Korpus Pancerny (III Rzesza)
- LVII Korpus Pancerny (III Rzesza)
- LVIII Korpus Pancerny (III Rzesza) (rezerwowy)
- LXXVI Korpus Pancerny (III Rzesza)
- Korpus Pancerny Feldherrnhalle
- Korpus Pancerny Großdeutschland